# Vojni čin
Vojni činovi su sistem hijerarhijskih odnosa u oružanim snagama, policiji, obaveštajnim agencijama ili drugim institucijama organizovanim duž vojnih linija. Sistem vojnih činova definiše dominaciju, autoritet i odgovornost u vojnoj hijerarhiji. On inkorporira principe vršenja moći i ovlaštenja u vojni komandni lanac - sukcesiju zapovednika od nadređenih do potčinjenih preko kojih se vrši komanda. Vojni komandni lanac sačinjava važnu komponentu organizovanog kolektivnog delovanja.
Obično uniforme označavaju rang nosioca posebnim oznakama pričvršćenim na uniforme. Tokom većeg dela vojne istorije je poznato da sistemi rangiranja pružaju niz prednosti u izvršavanju vojnih operacija, posebno u pogledu logistike, komande i koordinacije. Kako je vrjeme odmicalo i vojne operacije postajale sve veće i složenije, i sami vojni činovi su se povećavali i sistemi rangiranja su postali sve složeniji.
Rang se ne koristi samo za određivanje liderstva, već i za utvrđivanje platnog nivoa. Kako se rang povećava, sledi i nivo plate, kao i stepen odgovornosti.
Unutar savremenih oružanih snaga, upotreba činova gotovo je univerzalna. Pojedine socijalističke države su svojevremeno ukidale rangove (npr. sovjetska Crvena armija 1918–1935, kineska Narodnooslobodilačka armija 1965–1988, i Albanska vojska 1966–1991), ali su morale da ih ponovo uspostave nakon što su se suočili sa operativnim poteškoćama u komandi i kontroli.

## Tipovi ranga
Postoji više različitih oblika ranga; od najvišeg do najnižeg stepena, to su:
- Materijalni ili permanentni: potpuno plaćeni i potvrđeni rang, sa podobnošću za odgovarajuću penziju/beneficije
  - Penzionisani ili zadržani: obično se dodeljuju onim oficirima iz reda poručnika u mornarici, ili kapetana u vojsci, ili iznad, i vojnom osoblju koje je stiglo do kraja svoje obavezne službe i nisu bili nečasno otpušteni ili razrešeni iz službe. Penzionisani čin se obično zadržava doživotno, ako oficir to želi. U Komonvealtu nacija takav oficir će takođe ima titulu eskvajra, ako nema višu titulu.
  - „Veteranski“ rang je različit u svakoj zemlji. Pripadnici vojske Sjedinjenih Država održavaju svoj najviši čin nakon otpusta ili odlaska u penziju. 10 US Code § 772 (e) novodi: Osoba koja nije na aktivnoj dužnosti koja je časno služila u ratno vreme u vojsci, mornarici, vazduhoplovstvu ili marinskom korpusu može da nosi titulu i da nosi uniformu najvišeg stepena koju je držala tokom tog rata. Nakon rata, regularno služeći pripadnici vojske koji drže materijalni ili privremeni čin često se vraćaju na raniji, materijalni čin, a svi ostali često završavaju službu. Međutim, nosiocu se može odobriti trajno zadržavanje čina koji su imali kada se sukob okončao.
- „Privremeni“: obično se odobrava za određeni zadatak ili misiju. Nosilac drži čin dok zauzima tu funkciju. Uprkos imenu, privremeni čin se može održati duže vreme, možda čak i godinama. Privremeni činovi su česti u ratnim vremenima. U Velikoj Britaniji čin brigadira dugo se smatrao privremenim činom; dok je njegov nosilac adresiran kao „brigadir”, on bi zadržao permanentni čin pukovnika ili potpukovnika, ako ne bude izabran za promociju u čin generala. Podklase privremenog ranga (od najvišeg do najnižeg) uključuju:
  - Ratni materijalni: privremeno potvrđeni čin održan samo tokom trajanja datog rata, mada se ratni materijalni čin može tretirati kao materijalni kad se uzme u obzir podobnost nosioca za naredna napredovanja i imenovanja.
  - Zamenski je gde nosilac preuzima platu i nadoknade odgovarajućeg vršitelja dužnosti, ali viši zapovjednik može vratiti nosioca na prethodno držani čin. To se obično čini na kratko vreme dok je stalni nosilac funkcije odsutan. Tokom ratnog vremena, zamenski činovi su često držani po hitnom postupku, dok su nosioci zamenskih činova u mirnodopskim vremenima često oni koji moraju imati svoj stalni čin dovoljno dugo pre nego što budu potvrđeni u svom novom višem činu.
  - Zaslužni: počasni promovisani čin, bez punih službenih ovlašćenja ili plate koja odgovara tom rangu.
  - Lokalni ili teatarski: oblik privremenog ranga ograničen na određenu lokaciju umesto na određenu dužnost.
- Počasni: Često se odobravaju pri penzionisanju, ili u određenim posebnim slučajevima radi odvanja počasti zaslužnom civilu. Generalno, počasni čin se tretira kao da je materijalni, ali obično ne podrazumeva odgovarajuću platu ili penziju (povišicu).

## Literatura
- Oxford Classical Dictionary (2nd изд.). 1996.: "strategoi."
- Warry, John Gibson (1980), Warfare in the classical world: an illustrated encyclopedia of weapons, warriors, and warfare in the ancient civilisations of Greece and Rome. New York, St. Martin's Press.
- „UK Armed Forces Annual Personnel Report” (PDF). Ministry of Defence. 1. 4. 2013. Архивирано (PDF) из оригинала 4. 3. 2016. г. Приступљено 25. 12. 2015.
- „Défense : Jean-Yves Le Drian supprime 580 postes d'officiers de l'armée française en 2013”. La Tribune. 4. 1. 2013. Архивирано из оригинала 30. 6. 2017. г. Приступљено 20. 8. 2017.
- „2012 Demographics Report” (PDF). Militaryonesource.mil. Архивирано (PDF) из оригинала 18. 4. 2015. г. Приступљено 20. 8. 2017.
- „Population Representation 2004 – Active Component Officers”. Архивирано из оригинала 3. 12. 2009. г. Приступљено 23. 11. 2011.
- „Leatherneck: Citadel "Double Dogs"” (PDF). Citadelsanantonio.org. Marine Corps Association. Архивирано из оригинала (PDF) 12. 8. 2015. г. Приступљено 13. 11. 2015.
- „Direct Commission Selected School (DCSS) Program”. Gocoastguard.com/. U. S. Coast Guard. Архивирано из оригинала 18. 11. 2015. г. Приступљено 17. 11. 2015.
- „Officer Candidate School (OCS)”. Gocoastguard.com. Архивирано из оригинала 30. 9. 2017. г. Приступљено 20. 8. 2017.
- „<meta HTTP-equiv='content-type' content='text/HTML;charset=utf-8' /><meta HTTP-equiv='X-UA-Compatible' content='IE=9' /> Career Development Training at USPHS Commissioned Corps”. Архивирано из оригинала 4. 4. 2020. г. Приступљено 27. 4. 2020.
- „Basic Officer Training | Office of Marine and Aviation Operations”. Omao.noaa.gov. Архивирано из оригинала 4. 8. 2020. г. Приступљено 27. 4. 2020.
- „DAOD 7000-0, Affidavits and Statutory Declarations”. Canada.ca. 13. 11. 2013. Архивирано из оригинала 20. 7. 2020. г. Приступљено 20. 7. 2020.
- „Powers of officers to take affidavits and declarations” (PDF). Gov.uk. Архивирано (PDF) из оригинала 31. 8. 2021. г. Приступљено 4. 3. 2022.
- „Who can witness your statutory declaration”. Attorney-General's Department. Архивирано из оригинала 5. 3. 2022. г. Приступљено 5. 3. 2022.
- NCOs are 'backbone' of the Army, US Army Public Affairs Office, Fort Monmouth, NJ, 15. 4. 2009, Архивирано из оригинала 17. 10. 2012. г., Приступљено 4. 5. 2009
- Fraternization Policy Update Reflects Current Operational Tempo, US Navy Chief of Naval Personnel Diversity Directorate, 26. 5. 2007
- Andrade, Tonio (2016), The Gunpowder Age: China, Military Innovation, and the Rise of the West in World History, Princeton University Press, ISBN 978-0-691-13597-7
- Arnold, Thomas (2001), The Renaissance at War, Cassell & Co, ISBN 978-0-304-35270-8
- Liang, Jieming (2006), Chinese Siege Warfare: Mechanical Artillery & Siege Weapons of Antiquity, Singapore, Republic of Singapore: Leong Kit Meng, ISBN 978-981-05-5380-7
- Lu, Gwei-Djen (1988), „The Oldest Representation of a Bombard”, Technology and Culture, 29 (3): 594—605, JSTOR 3105275, S2CID 112733319, doi:10.2307/3105275
- May, Timothy (2007). Westholme Publishing - The Mongol Art of War. Yardley: Westholme Publishing. Архивирано из оригинала 28. 09. 2007. г.
- Needham, Joseph (1971), Science and Civilization in China Volume 4 Part 3, Cambridge At The University Press
- Needham, Joseph (1980), Science & Civilisation in China, 5 pt. 4, Cambridge University Press, ISBN 978-0-521-08573-1
- Needham, Joseph (1986), Science & Civilisation in China, V:7: The Gunpowder Epic, Cambridge University Press, ISBN 978-0-521-30358-3
- Nicolle, David -- (1998), The Mongol Warlords, Brockhampton Press
- Charles Oman -- The History of the Art of War in the Middle Ages (1898, rev. ed. 1953)
- Partington, J. R. (1960), A History of Greek Fire and Gunpowder, Cambridge, UK: W. Heffer & Sons
- Partington, J. R. (1999), A History of Greek Fire and Gunpowder, Baltimore: Johns Hopkins University Press, ISBN 978-0-8018-5954-0
- Patrick, John Merton (1961), Artillery and warfare during the thirteenth and fourteenth centuries, 8, Issue 3 of Monograph series, Utah State University Press, ISBN 9780874210262, Приступљено 28. 11. 2011
- Purton, Peter (2010), A History of the Late Medieval Siege, 1200–1500, Boydell Press, ISBN 978-1-84383-449-6

## Spoljašnje veze
- -author= -
- „Naval traditions: Names of ranks”. Архивирано из оригинала 10. 10. 2007. г. Приступљено 3. 10. 2007.
- „Ranks and Badges of the Royal Air Force”. Royal Air Force. 2007. Архивирано из оригинала 14. 12. 2007. г. Приступљено 1. 12. 2007.
- „Air of Authority - A History of RAF Organisation - Glossary”. Архивирано из оригинала 13. 4. 2008. г.
- „Forms of Address: Air Chief Marshal, Air Marshal and Air Vice-Marshal”. Debrett's. Архивирано из оригинала 19. 11. 2015. г. Приступљено 4. 12. 2015.